# Área metropolitana de Wausau
El Área Estadística Metropolitana de Wasau, WI MSA, como la denomina la Oficina de Administración y Presupuesto, es un Área Estadística Metropolitana centrada en la ciudad de Wasau, que solo abarca el condado de Marathon en el estado de Wisconsin, Estados Unidos. Su población según el censo de 2010 es de 134.063 habitantes, convirtiéndola en la 290.º área metropolitana más poblada de los Estados Unidos.

## Área Estadística Metropolitana Combinada
El área metropolitana de Wasau es parte del Área Estadística Metropolitana Combinada de Wausau-Merrill, WI CSA junto con el Área Estadística Micropolitana de Merrill, WI µSA; totalizando 162.806 habitantes en un área de 6.431 km².

## Comunidades
Ciudades
| - Abbotsford - Colby - Marshfield | - Mosinee - Schofield - Wausau |

Villas
| - Athens - Birnamwood - Brokaw | - Dorchester - Edgar - Elderon | - Fenwood - Hatley | - Kronenwetter - Marathon City - Rothschild | - Spencer - Stratford | - Unity - Weston |

Pueblos
| - Bergen - Berlin - Bern - Bevent - Brighton - Cassel | - Cleveland - Day - Easton - Eau Pleine - Elderon (pueblo) - Emmet | - Frankfort - Franzen - Green Valley - Guenther - Halsey - Hamburg | - Harrison - Hewitt - Holton - Hull - Johnson - Knowlton | - Maine - Marathon - McMillan - Mosinee (pueblo) - Norrie - Plover | - Reid - Rib Falls - Rib Mountain - Rietbrock - Ringle - Spencer (pueblo) | - Stettin - Texas - Wausau (pueblo) - Weston (pueblo) - Wien |

Lugares no incorporados
| - Dancy - Galloway - Granite Heights - Halder | - Hogarty - Hamburg - Little Chicago - Knowlton | - Milan - Moon - Nutterville - Pike Lake | - Poniatowski - Ringle - Rozellville - Shantytown |